# ボーエル (小惑星)
ボーエル (2246 Bowell) は、小惑星帯の外縁部を回る小惑星。エドワード・ボーエルがローウェル天文台で発見した。
ボーエルが発見した小惑星としては最初に正式登録されたものであり、ブライアン・マースデンの提案によって発見者自身に因んで名付けられた。